# أشلي كوان
أشلي كوان (7 مايو 1975 - )  (بالإنجليزية: Ashley Cowan)‏ هو لاعب كريكت بريطاني.